# Сан-Франсиску-ду-Конди
Сан-Франсиску-ду-Конди (порт. São Francisco do Conde)  —  муниципалитет в Бразилии, входит в штат Баия. Составная часть мезорегиона Агломерация Салвадор. Находится в составе крупной городской агломерации Агломерация Салвадор. Входит в экономико-статистический микрорегион Салвадор. Население составляет 29 829 человек на 2007 год. Занимает площадь 266,631 км². Плотность населения — 111,9 чел./км².

## История
Город основан в 1697 году.

## Статистика
- Валовой внутренний продукт на 2005 год составляет 6 362 615,00 реалов (данные: Бразильский институт географии и статистики).
- Валовой внутренний продукт на душу населения на 2005 год составляет 211 601,00 реал (данные: Бразильский институт географии и статистики).
- Индекс развития человеческого потенциала на 2000 год составляет 0,714 (данные: Программа развития ООН).